# Grande Prêmio de San Marino de 2006
Resultados do Grande Prêmio de San Marino de Fórmula 1 realizado em Imola em 23 de abril de 2006. Quarta etapa do campeonato, foi vencido pelo alemão Michael Schumacher, da Ferrari, com Fernando Alonso em segundo pela Renault e Juan Pablo Montoya em terceiro pela McLaren-Mercedes.

## Resumo
Michael Schumacher fez a sua 66ª pole position, batendo o recorde de 65 poles que pertencia a Ayrton Senna. Ironicamente foi na mesma pista que Senna morreu, em 1994. O recorde de pole position durou até o ano de 2017, sendo superado por Lewis Hamilton.
Ficou marcado pelo acidente de Christijan Albers, provocado por Yuji Ide, que bateu na lateral de sua Midland, fazendo-a capotar várias vezes. Felizmente, Albers saiu ileso do acidente. Ide também abandonou a prova. Após a corrida, a FIA decidiu impugnar a superlicença (documento que permite ao piloto participar da Fórmula 1) de Ide. Sendo assim, o japonês foi expulso da categoria.
Última corrida de Fórmula 1 em Ímola até o Grande Prêmio da Emília-Romanha de 2020.

## Pilotos de sexta-feira
| Construtor          | N° | Piloto           |
| ------------------- | -- | ---------------- |
| Williams-Cosworth   | 35 | Alexander Wurz   |
| Honda               | 36 | Anthony Davidson |
| Red Bull-Ferrari    | 37 | Robert Doornbos  |
| BMW Sauber          | 38 | Robert Kubica    |
| Midland-Toyota      | 39 | Giorgio Mondini  |
| Toro Rosso-Cosworth | 40 | Neel Jani        |
| Super Aguri-Honda   | -  | nenhum           |

## Classificação da prova

### Treinos classificatórios
| Pos.   | Nº | Piloto               | Equipe              | Q1       | Q2       | Q3       | Grid |
| ------ | -- | -------------------- | ------------------- | -------- | -------- | -------- | ---- |
| 1      | 5  | Michael Schumacher   | Ferrari             | 1:22.795 | 1:22.579 | 1:24.598 | 1    |
| 2      | 12 | Jenson Button        | Honda               | 1:22.988 | 1:23.749 | 1:24.480 | 2    |
| 3      | 11 | Rubens Barrichello   | Honda               | 1:23.242 | 1:23.760 | 1:24.727 | 3    |
| 4      | 6  | Felipe Massa         | Ferrari             | 1:23.702 | 1:23.595 | 1:24.884 | 4    |
| 5      | 1  | Fernando Alonso      | Renault             | 1:23.709 | 1:23.743 | 1:23.536 | 5    |
| 6      | 7  | Ralf Schumacher      | Toyota              | 1:23.772 | 1:23.565 | 1:24.370 | 6    |
| 7      | 4  | Juan Pablo Montoya   | McLaren-Mercedes    | 1:24.021 | 1:23.760 | 1:24.960 | 7    |
| 8      | 3  | Kimi Räikkönen       | McLaren-Mercedes    | 1:24.158 | 1:23.190 | 1:24.259 | 8    |
| 9      | 8  | Jarno Trulli         | Toyota              | 1:24.172 | 1:23.727 | 1:24.446 | 9    |
| 10     | 9  | Mark Webber          | Williams-Cosworth   | 1:24.795 | 1:23.718 | 1:24.992 | 10   |
| 11     | 2  | Giancarlo Fisichella | Renault             |          | 1:23.771 | 1:24.434 | 11   |
| 12     | 17 | Jacques Villeneuve   | BMW Sauber          |          | 1:23.887 | 1:25.081 | 12   |
| 13     | 10 | Nico Rosberg         | Williams-Cosworth   |          | 1:23.966 | 1:24.495 | 13   |
| 14     | 14 | David Coulthard      | Red Bull-Ferrari    |          | 1:24.101 | 1:24.849 | 14   |
| 15     | 16 | Nick Heidfeld        | BMW Sauber          |          | 1:24.129 | 1:25.410 | 15   |
| 16     | 20 | Vitantonio Liuzzi    | Toro Rosso-Cosworth |          | 1:24.520 | 1:24.879 | 16   |
| 17     | 15 | Christian Klien      | Red Bull-Ferrari    |          |          | 1:25.410 | 17   |
| 18     | 21 | Scott Speed          | Toro Rosso-Cosworth |          |          | 1:25.437 | 18   |
| 19     | 18 | Tiago Monteiro       | Midland-Toyota      |          |          | 1:26.820 | 19   |
| 20     | 19 | Christijan Albers    | Midland-Toyota      |          |          | 1:27.088 | 20   |
| 21     | 22 | Takuma Sato          | Super Aguri-Honda   |          |          | 1:27.609 | 21   |
| 22     | 23 | Yuji Ide             | Super Aguri-Honda   |          |          | 1:29.282 | 22   |
| Fonte: |    |                      |                     |          |          |          |      |

### Corrida
| Pos.   | Nº | Piloto               | Construtor          | Voltas | Tempo/Diferença     | Grid | Pontos |
| ------ | -- | -------------------- | ------------------- | ------ | ------------------- | ---- | ------ |
| 1      | 5  | Michael Schumacher   | Ferrari             | 62     | 1'31:06.486         | 1    | 10     |
| 2      | 1  | Fernando Alonso      | Renault             | 62     | + 2.096             | 5    | 8      |
| 3      | 4  | Juan Pablo Montoya   | McLaren-Mercedes    | 62     | + 15.868            | 7    | 6      |
| 4      | 6  | Felipe Massa         | Ferrari             | 62     | + 17.096            | 4    | 5      |
| 5      | 3  | Kimi Räikkönen       | McLaren-Mercedes    | 62     | + 17.614            | 8    | 4      |
| 6      | 9  | Mark Webber          | Williams-Cosworth   | 62     | + 37.739            | 10   | 3      |
| 7      | 12 | Jenson Button        | Honda               | 62     | + 39.635            | 2    | 2      |
| 8      | 2  | Giancarlo Fisichella | Renault             | 62     | + 40.200            | 11   | 1      |
| 9      | 7  | Ralf Schumacher      | Toyota              | 62     | + 45.511            | 6    |        |
| 10     | 11 | Rubens Barrichello   | Honda               | 62     | + 1:17.851          | 3    |        |
| 11     | 10 | Nico Rosberg         | Williams-Cosworth   | 62     | + 1:19.675          | 13   |        |
| 12     | 17 | Jacques Villeneuve   | BMW Sauber          | 62     | + 1:22.370          | 12   |        |
| 13     | 16 | Nick Heidfeld        | BMW Sauber          | 61     | + 1 volta           | 15   |        |
| 14     | 20 | Vitantonio Liuzzi    | Toro Rosso-Cosworth | 61     | + 1 volta           | 16   |        |
| 15     | 21 | Scott Speed          | Toro Rosso-Cosworth | 61     | + 1 volta           | 18   |        |
| 16     | 18 | Tiago Monteiro       | Midland-Toyota      | 60     | + 2 voltas          | 19   |        |
| Ret    | 14 | David Coulthard      | Red Bull-Ferrari    | 47     | Eivo de transmissão | 14   |        |
| Ret    | 22 | Takuma Sato          | Super Aguri-Honda   | 44     | Rodada              | 21   |        |
| Ret    | 15 | Christian Klien      | Red Bull-Ferrari    | 40     | Pane hidráulica     | 17   |        |
| Ret    | 23 | Yuji Ide             | Super Aguri-Honda   | 33     | Suspensão           | 22   |        |
| Ret    | 8  | Jarno Trulli         | Toyota              | 5      | Direção             | 9    |        |
| Ret    | 19 | Christijan Albers    | Midland-Toyota      | 0      | Acidente            | 20   |        |
| Fonte: |    |                      |                     |        |                     |      |        |

## Tabela do campeonato após a corrida
| Pos.   | Piloto               | Pontos |
| ------ | -------------------- | ------ |
| 1      | Fernando Alonso      | 36     |
| 2      | Michael Schumacher   | 21     |
| 3      | Kimi Räikkönen       | 18     |
| 4      | Giancarlo Fisichella | 15     |
| 5      | Juan Pablo Montoya   | 15     |
| Fonte: |                      |        |

| Pos.   | Construtor       | Pontos |
| ------ | ---------------- | ------ |
| 1      | Renault          | 51     |
| 2      | McLaren–Mercedes | 33     |
| 3      | Ferrari          | 30     |
| 4      | Honda            | 15     |
| 5      | BMW Sauber       | 10     |
| Fonte: |                  |        |

- Nota: Somente as primeiras cinco posições estão listadas.